# Edwin Sutherland
Edwin H. Sutherland (Gibbon, 13 de agosto de 1883-Bloomington, 11 de octubre de 1950) fue un sociólogo estadounidense reconocido en el campo de la criminología por haber elaborado la teoría de la asociación diferencial y el concepto del delito de cuello blanco. Por esta razón, es considerado uno de los criminólogos más influyentes del siglo XX. Perteneció a la Escuela del Interaccionismo Simbólico y es conocido por la definición de asociación diferencial, una teoría general del delito y la delincuencia que explica cómo los marginados han llegado a aprender las motivaciones y los conocimientos técnicos para cometer actividades criminales. 
Sutherland obtuvo su doctorado en Sociología en la Universidad de Chicago en el año 1913. 
En 1939 fue Presidente de la Asociación Americana de Sociología. En reconocimiento a la influencia de su obra, el premio anual más importante de la American Society of Criminology (Sociedad Americana de Criminología) lleva su nombre.

## Biografía
Nació el 13 de agosto de 1883 en Gibbon, Nebraska, y su infancia transcurrió en las zonas rurales de Nebraska y Kansas, donde su padre era pastor bautista y su madre participaba activamente en el servicio cristiano.
Sutherland recibió una educación clásica y, al igual que muchos sociólogos destacados, llegó a la sociología desde otra disciplina. Obtuvo su título de grado en el Grand Island College en 1904. Enseñó durante un breve período de tiempo latín, griego, historia y taquigrafía en el Sioux Falls College de Dakota del Sur. Su intención era cursar estudios de posgrado en Historia, pero vio que necesitaba realizar una materia de sociología para poder empezar a cursar. En consecuencia, realizó una materia de sociología por correspondencia (curso a distancia) para cumplir con este requisito. 
Sutherland ingresó a la Universidad de Chicago y realizó una materia de sociología durante el verano de 1906. A partir de ahí, se interesó por la sociología y decidió hacer de esta su especialización principal. Obtuvo su doctorado en 1913, a los treinta años de edad. 
A partir de ese momento, desarrolló una exitosa carrera académica dando clases por varias universidades del Oeste Medio de los EE. UU. y llegó a ser director del Departamento de Sociología de la Universidad de Indiana entre los años 1935 y 1963. 
Sutherland es conocido por su trabajo en criminología sociológica y en gran medida gracias a él este enfoque llegó a predominar en la criminología estadounidense.

## Teoría de la asociación diferencial.
Sutherland, a través de la teoría de la asociación diferencial, pretende crear una hipótesis que explique al delito en su faceta más amplia cuestionando el vínculo comúnmente asumido entre delincuencia y pobreza.
Él parte de la afirmación de que el comportamiento delictivo es un comportamiento aprendido en la interacción con otras personas o grupos dentro de un proceso de contactos diferenciales. En este sentido, una persona podría devenir delincuente si sus interacciones con grupos favorables a infringir la ley exceden a las interacciones con grupos que procuran respetarla.
Por otro lado, Sutherland desarrolla tres motivos que explican por qué la asociación de la delincuencia con la pobreza es errónea: el primero se refiere a que esta correlación se basa en los estudios de la delincuencia detectada que, a su vez, tienden a omitir los delitos de cuello blanco; en segundo lugar, las explicaciones que se derivan de ella no se pueden aplicar a la delincuencia de cuello blanco, por ende son inválidas como teorías generales; y, por último, ni la delincuencia “común” puede explicarse solamente con el argumento de la pobreza porque se debe partir basándose en procesos sociales más amplios.
Resumen de las nueve proposiciones tradicionales que componen la teoría de la asociación diferencial (Sutherland, 1947:88-90):
1. El comportamiento delictivo se aprende, no se hereda ni se inventa.
2. El comportamiento delictivo se aprende por la interacción con otras personas mediante un proceso de comunicación.
3. El aprendizaje se desarrolla en grupos personales íntimos. Los medios de comunicación juegan un papel poco relevante e importante.
4. Una vez aprendido el comportamiento delictivo, el aprendizaje incluye técnicas de comisión del delito, las cuales a veces pueden ser muy complicadas o muy simples, y también motivaciones, justificaciones y actitudes, que vendrían siendo la racionalización de nuestros actos.
5. Las motivaciones se aprenden en referencia a los códigos legales. En algunos grupos la persona está rodeada de gente que es favorable a cumplir las normas, en tanto que otros grupos son favorables a infringirlas.
6. Una persona se convierte en delincuente porque en su medio existe un exceso de definiciones favorables a infringir la ley, en tanto que permanece aislada o inmunizada respecto de grupos que mantienen definiciones favorables a respetar la ley. Esto es a lo que Sutherland llama principio de asociación diferencial.
7. Las asociaciones diferenciales pueden llegar a variar en frecuencia, duración prioridad e intensidad. Esto quiere decir que las asociaciones entre personas son variables y como consecuencia no todas las asociaciones tienen el mismo grado de influencia en el comportamiento que las personas desarrollen posteriormente.
8. El proceso de aprendizaje del comportamiento delictivo por asociación es igual a cualquier otro comportamiento social.
9. El comportamiento delictivo puede ser una expresión de necesidades y valores generalizados, pero no es una concreción de ellos.

Si bien el comportamiento delictivo refleja necesidades y valores, no explica el porqué del comportamiento delictivo. Por lo tanto intentar darle una explicación distintiva de la delincuencia en función de los objetivos que persigue (dinero, estatus, etc.) resulta inútil porque estos objetivos explican el comportamiento delictivo pero también el no delictivo. Sutherland dice «Es como respirar, es necesario para todo tipo de comportamientos pero no permite diferenciarlos».
Sutherland no solo busca explicar el proceso por el cual una persona realiza actos delictivos, sino que también pretende explicar los diferentes niveles de delincuencia que existen en las diferentes sociedades o en las distintas áreas sociales. Él distingue dos niveles de análisis: por un lado, la asociación diferencial que sirve para explicar el proceso por el cual una persona llega a ser delincuente; y por otro lado, busca explicar las diferentes tasas de delincuencia en los múltiples sistemas sociales.
Para intentar explicar la variación en las tasas de delincuencia en los diversos sistemas sociales (variable social-estructural), Sutherland, primero recurre a la teoría de la desorganización social de la Escuela de Chicago elaborada por Clifford Shaw y Henry McKay. Sin embargo, al no poder explicar cómo un grupo social desorganizado tiene la organización que se necesita para transmitir valores, motivaciones, justificaciones y técnicas profesionales para delinquir, recurre al concepto de organización social diferencial por sugerencia de Albert Cohen. Este concepto explica que no hay ausencia de organización sino una organización social diferenciada, así el nivel de delincuencia manifiesta la organización diferencial de los distintos grupos sociales, estando a favor o en contra de respetar la ley.
Sutherland entiende que cuando se aprende a delinquir no se trata de un defecto de socialización, sino de una socialización de contenido con valores distintos, es decir, se aprenden técnicas y significados que permiten la realización del delito. Cabe destacar que el aprendizaje debe referirse a las técnicas para realizar los delitos, ya que a pesar de que algunos delitos no necesitan tanto aprendizaje, la mayoría de los delitos, sobre todo los de mayor complejidad requieren y exigen el aprendizaje de técnicas más complejas.
El texto principal de Sutherland fue el libro titulado Criminología (1923), retitulado Principios de Criminología (1939).
Desarrolla la teoría de la “asociación diferencial”, según la cual el desarrollo habitual de los patrones de la delincuencia surge de la relación de grupos favorables a infringir la ley, y no de la relación de grupos que si la cumplen. La teoría se refiere también a elementos estructurales: el conflicto y la desorganización social son las causas subyacentes de la delincuencia, y determinan el carácter de las personas con las que estos parámetros se asocian. Este último elemento se eliminó en la cuarta edición publicada en 1947. Sin embargo, Sutherland siguió convencido de que la clase social era un factor relevante.
Las teorías del aprendizaje social sostienen que las explicaciones acerca de la conducta humana no deben afincarse en la personalidad de los individuos o en los modelos de comportamiento introyectados desde su infancia, cuanto en el permanente aprendizaje que hacen los seres humanos durante su vida. El comportamiento nunca se halla completamente modelado, en un proceso que atraviesa todas las biografías, por las experiencias adquiridas mediante procesos de enculturación permanentes. Por lo tanto, la conducta criminal forma parte de ese proceso de aprendizaje continuo, donde el infractor aprende estrategias de supervivencia, códigos, y técnicas para desarrollar sus cometidos.
Este aprendizaje, en una sociedad plural y diversa, se produce de manera concomitante al aprendizaje que llevan a cabo otros individuos y que los define en favor del debido cumplimiento de las normas o de su indiferencia con relación a las mismas. Todas las conductas se aprenden. Para Edwin Sutherland (en Principios de criminología, 1939 y Criminalidad de cuello blanco en 1940), lejos de nacer delincuente o heredar o imitar comportamientos socialmente reprochables, el individuo aprende a ser criminal.

## Delito de cuello blanco
La definición del «delito de cuello blanco» (white collar crime) fue acuñada por Edwin Sutherland en un discurso ante la Asociación Americana de Sociología el 27 de diciembre de 1939. 
En su monografía de 1949, Sutherland define los delitos de cuello blanco como «un crimen cometido por una persona de respetabilidad y alto estatus social en el curso de su ocupación»5. En otras palabras, son aquellos delitos complejos cometidos por las grandes corporaciones y «hombres de negocios», como él los llamaba. Pertenecen a sectores sociales más acomodados, que en el ejercicio de su profesión, oficio o cargo realizan conductas delictivas. Estos delitos son difíciles de comprobar dada su complejidad y, asimismo, lleva a que no sean percibidos como tales y que la población no exija su penalización.
Muchos de los delitos pueden ser apreciados solo por las personas que son expertas en las ocupaciones en que se produce el delito y sus efectos pueden quedar difusos en un largo periodo de tiempo. Algunos ejemplos considerados delitos de cuello blanco son: violaciones antimonopolio, soborno, violaciones fiscales, desfalco bancario, reclamaciones y declaraciones falsas y fraude cometido por instituciones de crédito y de préstamo.
El FBI (Federal Bureau of Investigation, agencia de investigación criminal del Departamento de Justicia de Estados Unidos) da la siguiente definición: «Son todos aquellos actos que violan la confianza y que, sin aplicación de la violencia, los individuos u organizaciones cometen para obtener dinero, propiedades, servicios, seguridad personal o ventaja comercial, evitando el pago o la pérdida de dinero»1.
Sutherland se basó en la teoría de la asociación diferencial para llegar a explicar los delitos de cuello blanco. Es decir, buscó elaborar una teoría que abarcara todos los tipos de delincuencia y no solo los delitos comunes. El delito de cuello blanco tiene su génesis en el mismo proceso general que cualquier otra conducta delictiva, a saber, la asociación diferencial. Se plantea que la conducta delictiva se aprende en asociación con aquellos que definen esa conducta favorablemente y en aislamiento de aquellos que la definen desfavorablemente; y que una persona participa de esa conducta cuando el peso de las definiciones favorables es superior al de las definiciones desfavorables.
A su vez, Sutherland demostró que existe un tipo de delincuencia que no se asociaba a los estereotipos tradicionales de la época. La comunidad criminológica, en su mayoría, se ocupaba del estudio de la delincuencia común (delincuencia marginal). Pero este tipo de delitos no están relacionados con la pobreza, sino que provienen de clases sociales que se encuentran en una posición de poder. Es una práctica que se inscribe como “normal” en el mundo comercial, es un delito de las grandes corporaciones.
Los delitos de cuello blanco violan la confianza que les está implícitamente delegada a los hombres de negocios y a las “profesiones liberales” produciendo un enorme costo económico. Además, producen un daño sobre las relaciones sociales y contribuyen a la profundización de la desorganización social.
Estos tipos de delito son cometidos de manera deliberada, son organizados y realizados por personas que pertenecen a un elevado status social y, que al actuar, abusan de él siendo conscientes de su posición. Sus conductas delictivas no suelen ser penalizadas y gozan de impunidad. Un hecho para ejemplificar es el llamado “miércoles negro” que tuvo lugar en Inglaterra, el 16 de septiembre de 1992, en donde el gobierno británico retiró la libra esterlina del Mecanismo Europeo de Cambio y el empresario George Soros (inversor del mercado de divisas) obtuvo una ganancia millonaria en la “venta en corto” de libras esterlinas.
El concepto de cuello blanco obliga a un desplazamiento teórico para explicar las raíces del delito. Al comparar este tipo de delito con el resto, una de las diferencias más significativas reside en los conceptos que tienen de sí mismos los delincuentes y en el concepto que tiene el público sobre ellos. El hombre de negocios se ve como un ciudadano respetable, y así lo consideran, mientras que el ladrón se ve a sí mismo como delincuente y el público también lo ve así, no necesita esconder su conducta delictiva. Los hombres de negocios no se perciben como delincuentes, no se consideran a sí mismos como tales, debido a que a ellos no se emplean los mismos procedimientos oficiales que con otros delincuentes, no tiene asociaciones personales íntimas con aquellos que se definen como delincuentes. Para poder mantener el concepto de no delincuente, es necesario que se apeguen públicamente a la ley, pero, a su vez, la abandonen en secreto.
La corporación es una estructura útil para la realización de estas conductas ya que permite sortear responsabilidades. Al ver su organización, se produce una división entre el capital social de la persona jurídica y de los administradores siendo la conducta a penalizar difícil de individualizar generando un alto grado de impunidad.
El autor sostiene que la justicia está lejos de propiciar una forma de defensa de los derechos ciudadanos. Por un lado, penaliza los delitos contra los pobres, y por el otro, se encuentra complaciente con los delitos realizados por los hombres de negocios. Las personas que violan las leyes de restricción del comercio, la publicidad, los alimentos y las drogas no son arrestadas por policías uniformados, no son frecuentemente juzgadas en tribunales penales ni son sometidas a prisión, su conducta ilegal usualmente recibe la atención de comisiones administrativas y de tribunales que funcionan bajo jurisdicciones civiles o de equidad. Estas conductas delictivas difieren de las conductas de la clase socioeconómica baja, principalmente en los procedimientos administrativos que se utilizan en el tratamiento de los delincuentes.
Las hipótesis de que el delito es debido a patologías personales, biológicas y sociales no explican estos delitos de “cuello blanco”. Es un delito real y al introducirlo en el ámbito de la criminología genera un enfoque crucial en el estudio sobre la delincuencia. Las contribuciones iniciadas por Sutherland fueron centrales para el desarrollo de un análisis distinto del delito.
[1] Helmkamp, J., Ball R & Townsend, K. eds. (1996) Definitional Dilemma: Can and should there be a universal definition of White collar crime? Proceedings of the academic workshop, 20-22.
Teoría de la asociación diferencial
Sutherland, a través de la teoría de la asociación diferencial, pretende crear una hipótesis que explique al delito en su faceta más amplia cuestionando el vínculo comúnmente asumido entre delincuencia y pobreza.
Él parte de la afirmación de que el comportamiento delictivo es un comportamiento aprendido en la interacción con otras personas o grupos dentro de un proceso de contactos diferenciales. En este sentido, una persona podría devenir delincuente si sus interacciones con grupos favorables a infringir la ley exceden a las interacciones con grupos que procuran respetarla.
Por otro lado, Sutherland desarrolla tres motivos que explican por qué la asociación de la delincuencia con la pobreza es errónea: el primero se refiere a que esta correlación se basa en los estudios de la delincuencia detectada que, a su vez, tienden a omitir los delitos de cuello blanco; en segundo lugar, las explicaciones que se derivan de ella no se pueden aplicar a la delincuencia de cuello blanco, por ende son inválidas como teorías generales; y, por último, ni la delincuencia “común” puede explicarse solamente con el argumento de la pobreza porque se debe partir basándose en procesos sociales más amplios.
Resumen de las nueve proposiciones tradicionales que componen la teoría de la asociación diferencial (Sutherland, 1947:88-90):
1. El comportamiento delictivo se aprende, no se hereda ni se inventa,
2. El comportamiento delictivo se aprende por la interacción con otras
personas mediante un proceso de comunicación.
3. El aprendizaje se desarrolla en grupos personales íntimos. Los medios
de comunicación juegan un papel poco relevante e importante.
4. Una vez aprendido el comportamiento delictivo, el aprendizaje incluye técnicas de comisión del delito las cuales a veces pueden ser muy complicadas o muy simples, y también motivaciones, justificaciones y
actitudes, que vendrían siendo la racionalización de nuestros actos.
5. Las motivaciones se aprenden en referencia a los códigos legales. En algunos grupos la persona está rodeada de gente que es favorable a cumplir las normas, en tanto que otros grupos son favorables a
infringirlas.
6. Una persona se convierte en delincuente porque en su medio existe un
exceso de definiciones favorables a infringir la ley, en tanto que permanece aislada o inmunizada respecto de grupos que mantienen definiciones favorables a respetar la ley. Esto es a lo que Sutherland llama principio de asociación diferencial.
7. Las asociaciones diferenciales pueden llegar a variar en frecuencia, duración prioridad e intensidad. Esto quiere decir que las asociaciones entre personas son variables y como consecuencia no todas las asociaciones tienen el mismo grado de influencia en el comportamiento que las personas desarrollen posteriormente.
8. 9.
El proceso de aprendizaje del comportamiento delictivo por asociación
es igual a cualquier otro comportamiento social.
Si bien el comportamiento delictivo refleja necesidades y valores, no explica el porqué del comportamiento delictivo. Por lo tanto intentar darle una explicación distintiva de la delincuencia en función de los objetivos que persigue (dinero, estatus, etc.) resulta inútil porque estos objetivos explican el comportamiento delictivo pero también el no delictivo. Sutherland dice «Es como respirar, es necesario para todo tipo de comportamientos pero no permite diferenciarlos».
Sutherland no solo busca explicar el proceso por el cual una persona realiza actos delictivos, sino que también pretende explicar los diferentes niveles de delincuencia que existen en las diferentes sociedades o en las distintas áreas sociales. Él distingue dos niveles de análisis: por un lado, la asociación diferencial que sirve para explicar el proceso por el cual una persona llega a ser delincuente; y por otro lado, busca explicar las diferentes tasas de delincuencia en los múltiples sistemas sociales.
Para intentar explicar la variación en las tasas de delincuencia en los diversos sistemas sociales (variable social-estructural), Sutherland, primero recurre a la teoría de la desorganización social de la Escuela de Chicago elaborada por Clifford Shaw y Henry McKay. Sin embargo, al no poder explicar cómo un grupo social desorganizado tiene la organización que se necesita para transmitir valores, motivaciones, justificaciones y técnicas profesionales para delinquir, recurre al concepto de organización social diferencial por sugerencia de Albert Cohen. Este concepto explica que no hay ausencia de organización sino una organización social diferenciada, así el nivel de delincuencia manifiesta la organización diferencial de los distintos grupos sociales, estando a favor o en contra de respetar la ley.
Sutherland entiende que cuando se aprende a delinquir no se trata de un defecto de socialización, sino de una socialización de contenido con valores distintos, es decir, se aprenden técnicas y significados que permiten la realización del delito. Cabe destacar que el aprendizaje debe referirse a las técnicas para realizar los delitos, ya que a pesar de que algunos delitos no necesitan tanto aprendizaje, la mayoría de los delitos, sobre todo los de mayor complejidad requieren y exigen el aprendizaje de técnicas más complejas.
El texto principal de Sutherland fue el libro titulado Criminología (1923), retitulado Principios de Criminología (1939).
Desarrolla la teoría de la “asociación diferencial”, según la cual el desarrollo habitual de los patrones de la delincuencia surge de la relación de grupos favorables a infringir la ley, y no de la relación de grupos que si la cumplen. La teoría se refiere también a elementos estructurales: el conflicto y la desorganización social son las causas subyacentes de la delincuencia, y determinan el carácter de las personas con las que estos parámetros se asocian. Este último elemento se eliminó en la cuarta edición publicada en 1947. Sin embargo, Sutherland siguió convencido de que la clase social era un factor relevante.
Las teorías del aprendizaje social sostienen que las explicaciones acerca de la conducta humana no deben afincarse en la personalidad de los individuos o en los modelos de comportamiento introyectados desde su infancia, cuanto en el permanente aprendizaje que hacen los seres humanos durante su vida. El comportamiento nunca se halla completamente modelado, en un proceso que atraviesa todas las biografías, por las experiencias adquiridas mediante procesos de enculturación permanentes. Por lo tanto, la conducta criminal forma parte de ese proceso de aprendizaje continuo, donde el infractor aprende estrategias de supervivencia, códigos, y técnicas para desarrollar sus cometidos.
Este aprendizaje, en una sociedad plural y diversa, se produce de manera concomitante al aprendizaje que llevan a cabo otros individuos y que los define en favor del debido cumplimiento de las normas o de su indiferencia con relación a las mismas. Todas las conductas se aprenden. Para Edwin Sutherland (en Principios de criminología, 1939 y Criminalidad de cuello blanco en 1940), lejos de nacer delincuente o heredar o imitar comportamientos socialmente reprochables, el individuo aprende a ser criminal.

## Obras
En 1921, fue invitado a escribir un libro de texto de criminología por Edward C. Hayes, director del Departamento de Sociología de la University of Illinois y editor general de libros de sociología para la editorial J.B. Lippincott. El resultado fue el libro Criminology (1924). Las ediciones posteriores, después de 1934, llevarían el título Principles of Criminology, y cada una de ellas muestra la evolución de sus ideas. En ese momento, los textos académicos existente defendían la opinión de que las "causas" del comportamiento delictivo se encontraban en la pobreza, las condiciones de los barrios de escasos recursos, la "debilidad mental" y otras características que se consideraban muy asociadas a la condición de la clase baja. Fiel a su enfoque sociológico, Sutherland rechazó en gran medida la afirmación de que los delincuentes eran personas anormales biológica y psicológicamente, y respaldó la opinión de que los comportamientos delictivos eran el resultado de las múltiples influencias de diversos factores geográficos, económicos, políticos y sociológicos. Es probable que se lo recuerde a Sutherland más por sus obras The Professional Thief (1937) y White Collar Crime (1949), pero también publicó más de cincuenta artículos en revistas académicas y varios libros más.
- Sutherland, Edwin H. (1923) Principios de Criminología. Chicago: University of Chicago Press.
- Sutherland, Edwin H. (1936) Con Locke, HJ hombres sin hogar'24000 ' Filadelfia: JB Lippincott.
- Sutherland, Edwin H. (ed); Conwell, Chic (seudónimo) (1937). El ladrón profesional: por un ladrón profesional. Anotado e interpretado por Edwin H. Sutherland. Chicago: University of Chicago Press. LCCN 37-036112
- Sutherland, Edwin H. (1942) Desarrollo de la Teoría, en Karl Schuessler (ed.) Edwin H. Sutherland sobre el análisis de la delincuencia, pp. 13-29. Chicago: University of Chicago Press.
- Sutherland, Edwin H. (1949) Delincuencia de cuello blanco. Nueva York: Holt, Rinehart y Winston
- Sutherland, Edwin H. (1950) La difusión de las leyes psicópata sexual American Journal of Sociology, Número 56: pp. 142-8